# Caractère théologique du chant grégorien
Le caractère théologique du chant grégorien désigne de la loi de la composition de ce chant fortement liturgique. Le texte sacré issu de la bible y contrôle non seulement la mélodie mais également les neumes, d'après le sens de chaque terme.  

## Caractéristique théologique du chant grégorien

### Histoire
« Le chant grégorien est une musique vocale, essentiellement liée à un texte. C'est le texte qui est premier ; la mélodie a pour but de l'orner, de l'interpréter, d'en faciliter l'assimilation. Car ce chant est un acte liturgique, une prière et une louange à Dieu. Ses mots sont sacrés : ils sont extraits presque tous de la Bible et très spécialement du Psautier. »

— Dom Eugène Cardine, Vue d'ensemble sur le chant grégorien
Ainsi, les musicologues constatèrent que le premier copiste du graduel de Bellelay (XIIe siècle) avait écrit, tout d'abord, le texte. Puis, celui-ci avait ajouté les neumes, mais en vérifiant et corrigeant le texte, en faveur d'une perfection ainsi que d'une cohérence entre le texte et la mélodie. De même, il y existe un grand nombre de modifications tardives.  
De surcroît, la diversité du chant grégorien demeure considérable :

« Varié dans ses formes musicales, le chant grégorien l'est également dans ses procédés de composition. Un très grand nombre de pièces nous apparaissent comme originales ; c'est-à-dire que leur ligne mélodique, dans son ensemble et souvent même dans ses détails, est unique et ne se retrouve nulle part ailleurs ; il s'agit alors d'une exploitation artistique de texte sous son double aspect matériel et spirituel : l'agencement des mots et leur signification. »

— Dom Eugène Cardine, même document

### Redécouverte depuis leXIXesiècle
Au milieu du XIXe siècle, la restauration du chant grégorien vers la version authentique se commença, avec un certain nombre de découvertes des musicologues tel le Tonaire de Saint-Bénigne de Dijon. Puis, l'abbaye Saint-Pierre de Solesmes devint centre de cette restauration dont Dom Joseph Pothier était le responsable ainsi que spécialiste du texte latin. Lors du congrès international d'Arezzo en 1882, celui-ci présenta correctement aux religieux : « C'est le texte qui impose le rythme au chant [gregorien]. » Cependant, son successeur Dom André Mocquereau, sous influence de la musique classique, développa sa théorie rythmique grégorienne avec laquelle fut oubliée la composition théologique selon le texte sacré.
Même si la pratique des signes rythmiques était vraiment puissante et omniprésente, le rétablissement d'une bonne analyse naquit dans le même monastère. En s'apercevant que les neumes sans ligne cachent énormément de renseignements sur l'expression, Dom Eugène Cardine commença à retrouver la loi de composition selon le texte sacré que Dom Pothier avait laissée, d'abord tout seul. Après avoir établi une nouvelle science, sémiologie grégorienne, en collaboration avec ses collègues et élèves, il réussit à comprendre correctement la composition d'après le sens théologique du texte, grâce aux neumes anciens. 
En résumant aisément ce caractère du chant grégorien, Dom Cardine prévoyait que même les musiciens distinguent cette caractéristique achevant le plus haut niveau de cohérence entre la musique et le texte :

« Il faut reconnaître cependant qu'un musicien moderne ira d'instinct chercher les meilleurs chefs-d'œuvre, et il les rencontrera certainement dans les mélodies originales. Dans ces mélodies il ne trouvera plus seulement des toiles de fond, d'un dessin parfait et de couleurs volontairement neutres, devant lesquelles peuvent être évoqués les sentiments les plus variés, mais un décor pleinement adapté au sens des paroles qu'il s'agit de mettre en valeur. »

— Eugène Cardine, Vue d'ensemble sur le chant grégorien
Les disciples de Dom Cardine continuèrent à approfondir ce sujet. Ils distinguèrent que le dessin de parole contrôle non seulement la mélodie mais aussi les neumes. Dans le chant grégorien, la structure dirigée du texte est maintenant claire.

« La parole est la force créatrice de toute la réalisation sonore et musicale du chant ; les neumes n'en sont que l'expression pictographique. Aussi doit-on toujours étudier attentivement la relation étroite entre parole et neume. La présence de tel neume sur telle syllabe n'est jamais dépourvue de signification pour l'exécution. Ainsi, une bivirga sur une syllabe prétonique demande-t-elle à être chantée autrement qu'une bivirga sur l'accent ; et celle-ci à son tour, autrement qu'une bivirga en finale de mot. »

— Luigi Agustoni et Johannes Berchmans Göschl, Introduction à l'interprétation du chant grégorien

### Pratique
À un moment donné vint l'établissement de la sémiologie grégorienne. 

« Les éléments fondamentaux à prendre en compte pour toute interprétation sont donc :
1. le texte, source primordiale de la composition ;
2. la mélodie, conditionnée par le texte et par les lois modales ;
3. le signe neumatique, représentation symbolique de la forme musicale reçue par le texte. »

— Luigi Agustoni et Johannes Berchmans Göschl, même document

### Exemple I: notaton
Texte en latin :

« Tu es Deus, qui facis mirabilia solus ; notam fecisti in gentibus virtutem tuam. »

Traduction :

« Vous êtes Dieu qui faites des merveilles ; vous avez fait connaître votre puissance parmi les peuples. »

Ce chant respecte effectivement les règles principales de la composition du chant grégorien. D'abord, le mélisme est attribué aux syllabes accentuées telles gentibus, virtutem. Les dernières syllabes de deux derniers mots solus et tuam sont ensuite très ornées.

« Dans un mélisme, neume très développé sur une syllabe, il semble a priori que la mélodie suit ses propres lois et détend provisoirement ses liens avec le mot. Cette vision est pourtant inexacte. Même le mélisme est étroitement lié au texte. Dans le cas d'une composition originale, c'est-à-dire d'une mélodie composée pour un texte unique bien déterminé, l'ornementation mélismatique vise à souligner et à faire goûter un mot important. »

— Luigi Agustoni et Johannes Berchmans Göschl, Introduction à l'interprétation du chant grégorien

### Exemple II:jubilus

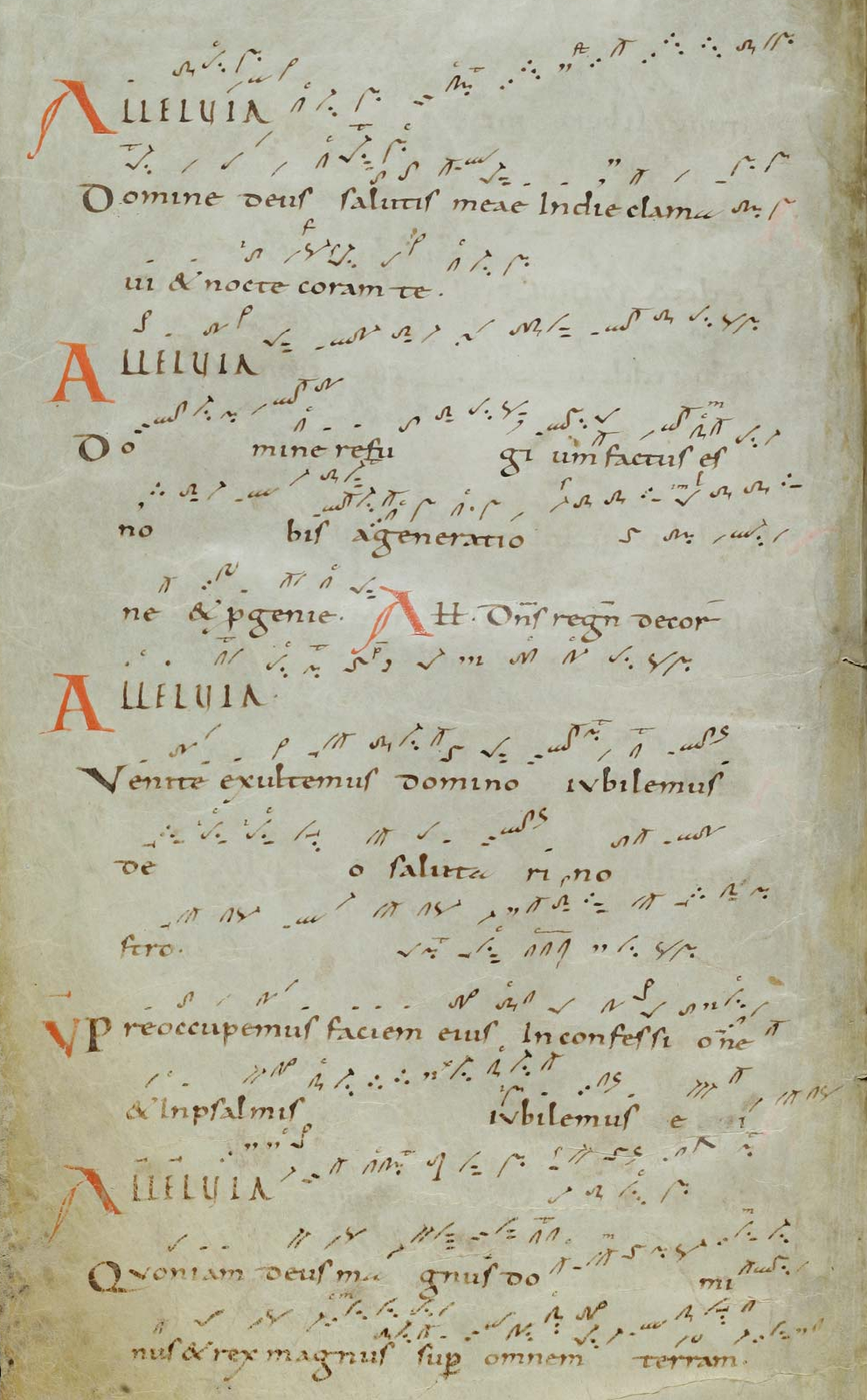
Quelques alléluias également dans le cantatorium de Saint-Gall. Le jubilus attribué à la dernière syllabe était effectivement développé, d'après l'importance théologique et liturgique de ce chant.

L'alléluia en grégorien est normalement le chant le plus développé du chant grégorien, selon le contexte théologique. D'une part, l'exécution de celui-ci est traditionnellement effectuée par le meilleur chantre, à savoir soliste, car ce chant est immédiatement suivi de la lecture de l'Évangile. D'autre part, depuis le chant vieux-romain, l'alléluia se distinguait de son mélisme amplifié. Alors que les alléluias des compositeurs protestants tels Georg Friedrich Haendel, Jean Sébastian Bach composaient les chants syllabiques simples ou attribuaient le mélisme à une des syllabes sans règle concrète, le chant grégorien donnait celui-ci sans exception à la dernière syllabe ia, qui n'est autre que le diminutif de Yahvé.

### Exemple III: mélodie-type, soit leitmotiv théologique
D'après les musicologues contemporaines, le leitmotiv musical est l'invention du compositeur Richard Wagner au XIXe siècle. Pourtant, dans le répertoire grégorien, le leitmotiv théologique existait déjà, afin d'indiquer un sujet particulier intégrant plusieurs chants concernés. Alors qu'un leitmotiv de Wagner exprime musicalement un personnage, un sentiment tel l'amour, un objet tel un château, celui du chant grégorien représente une conception théologique.  

« Dans le choix d'une mélodie type préexistante, le texte avait souvent un rôle déterminant. La mélodie-type du 2e mode employée pour le graduel Hæc dies du dimanche de Pâques (GT(Graduale Triplex) p. 196), présente bien quelques épisodes originaux sur les points les plus prégnants du texte. Avec un modelé magistral, elle chante la résurrection du Christ, mystère central de la foi et cause première de toute espérance chrétienne. C'est la même mélodie qui revient pour le graduel Tecum principium de la messe de la nuit de Noël (GT p. 42). Probablement à dessein. Le texte de ce graduel parle de la venue du Messie, maître de l'univers (Tecum principium), ce Messie qui, précisément, accomplira et couronnera sa mission salvatrice et royale par sa mort et sa résurrection. À Noël on célèbre la naissance du Christ dans l'humilité d'un enfant, mais cet enfant représente la personne ardemment attendue du Messie. Ceci explique peut-être pourquoi, dans la semaine qui précède Noël, du 17 au 24 décembre, quand l'attente du Messie atteint son paroxysme, le Propre de la messe propose chaque jour un graduel de cette mélodie-type du 2e mode (GT p. 25 - 38). Cette mélodie-type représente donc dans la vie liturgique de l'Église une sorte de leitmotiv du mystère messianique du Christ, depuis son existence éternelle auprès du Père, jusqu'à sa mort et sa résurrection, en passant par son incarnation. Cette mélodie-type est aussi employée pour le graduel Requiem de la messe des défunts (GT p. 670 - 5), qui suggère une autre relation avec Pâques : le mystère pascal du Christ est en effet le motif et la promesse pour chaque homme de passer de la mort à la vie éternelle. »

— Luigi Agustoni et Johannes Berchmans Göschl, même document